# Curious George (série de televisão)
Curious George (George, o Curioso, no Brasil) é uma série de TV infantil estadunidense-canadense baseada no filme Curious George. No Brasil a série é exibida pela Discovery Kids, e entre 2014 e 2017 foi exibida pela RecordTV, através do bloco Record Kids. Está disponível também na Netflix. Em Portugal foi exibido pela TVI e mais tarde pela SIC K. A série se estreou às 8:00 a.m. em 4 de setembro de 2006 em PBS Kids nos Estados Unidos com novo episódio de George o Curioso em outubro de 5 de 2020 em PBS Kids nos Estados Unidos e Gloob Brasil.